# Epitonium tollini
Epitonium tollini är en snäckart som beskrevs av Bartsch 1938. Epitonium tollini ingår i släktet Epitonium och familjen vindeltrappsnäckor. Inga underarter finns listade i Catalogue of Life.